# Mariano
Mariano, właśc. Mariano Ferreira Filho (ur. 23 czerwca 1986 w São João) – brazylijski piłkarz występujący na pozycji prawego obrońcy w klubie Atlético Mineiro.

## Kariera klubowa
Mariano rozpoczął piłkarską karierę w Guarani FC w 2005 roku, w którym grał do 2006 roku. Lata 2006–2007 grał w Ipatinga FC. W 2007 przeszedł do Tombense FC, z którego w kolejnych latach jest wypożyczany do pierwszoligowych klubów brazylijskich. W 2007 został wypożyczony do Cruzeiro EC. W Cruzeiro 3 czerwca 2007 wygranym 3-1 wyjazdowym 3-1 meczu z SE Palmeiras Mariano zadebiutował w lidze brazylijskiej. Potem był kolejno był wypożyczany do Ipatingi, Atlético Mineiro oraz Fluminense FC.
Z klubem z Rio de Janeiro dotarł do finału Copa Sudamericana 2009, w którym Fluminense uległo ekwadorskiemu LDU Quito. Na początku 2010 został wykupiony przez Fluminense z Tombense. W 2010 roku zdobył z Fluminense mistrzostwo Brazylii. W tym sezonie Mariano był podstawowym zawodnikiem, czego dowodem występy w 34 spotkaniach, w których strzelił 4 bramki. W następnym sezonie zajął z Flu trzecie miejsce w lidze. Mariano wystąpił w sezonie 2011 w 36 meczach, w których strzelił bramkę. Dotychczas rozegrał w lidze brazylijskiej 134 mecze, w których strzelił 6 bramek.
W styczniu 2012 przeszedł do francuskiego Girondins Bordeaux, za kwotę 3 milionów euro. W nowych barwach zadebiutował 14 stycznia 2012 w wygranym 2-1 meczu z Valenciennes FC.
| Sezon   | Klub                   | Kraj      | Rozgrywki        | Mecze | Bramki | Rozgrywki Europy                    | Mecze | Bramki |
| ------- | ---------------------- | --------- | ---------------- | ----- | ------ | ----------------------------------- | ----- | ------ |
| 2006    | Ipatinga FC            | Brazylia  | Serie C          | 25    | 1      | –                                   | –     | –      |
| 2007    | Ipatinga FC            | Brazylia  | Serie B          | 1     | 0      | –                                   | –     | –      |
| 2007    | Cruzeiro EC            | Brazylia  | Serie A          | 18    | 0      | –                                   | –     | –      |
| 2008    | Ipatinga FC            | Brazylia  | Serie A          | 7     | 0      | –                                   | –     | –      |
| 2008    | Clube Atlético Mineiro | Brazylia  | Serie A          | 16    | 0      | –                                   | –     | –      |
| 2009    | Fluminense FC          | Brazylia  | Serie A          | 20    | 2      | –                                   | –     | –      |
| 2010    | Fluminense FC          | Brazylia  | Serie A          | 34    | 4      | –                                   | –     | –      |
| 2011    | Fluminense FC          | Brazylia  | Serie A          | 36    | 1      | –                                   | –     | –      |
| 2011/12 | Girondins Bordeaux     | Francja   | Ligue 1          | 19    | 0      | –                                   | –     | –      |
| 2012/13 | Girondins Bordeaux     | Francja   | Ligue 1          | 32    | 1      | Liga Europy UEFA                    | 9     | 0      |
| 2013/14 | Girondins Bordeaux     | Francja   | Ligue 1          | 38    | 0      | Liga Europy UEFA                    | 9     | 0      |
| 2014/15 | Girondins Bordeaux     | Francja   | Ligue 1          | 31    | 1      | –                                   | –     | –      |
| 2015/16 | Sevilla FC             | Hiszpania | Primera División | 23    | 0      | Liga Mistrzów UEFA Liga Europy UEFA | 4 6   | 0 1    |
| 2016/17 | Sevilla FC             | Hiszpania | Primera División | 29    | 0      | Liga Mistrzów UEFA                  | 9     | 0      |

Stan na: 28 maja 2017 r.